# Mylitta
Mylitta (Oudgrieks: Μύλιττα / Mýlitta) was een Semitische godin, voornamelijk te Babylon vereerd, en vandaar tot de Assyriërs en Perzen overgegaan, die wordt verklaard voor het evenbeeld van de Griekse Aphrodite Urania. Zij was de eerste moeder van de wereld, het algemeen voortbrengend beginsel onder vrouwelijke gedaante, aan welke als mannelijk voortbrengend beginsel Bel of Baäl was toegevoegd. 

## Antieke bron
- Herodotus, Historiën I 131, 199.

## Referentie
- art. Mylitta, in F. Lübker - trad. ed. J.D. Van Hoëvell, Classisch Woordenboek van Kunsten en Wetenschappen, Rotterdam, 1857, p. 628.